# 金宣敬
金宣敬（1968年12月26日—），韓國女演員。

## 演出作品

### 電視劇
- 1987年：KBS《愛是開花的樹》
- 1993年：MBC《一起走到天邊》
- 1995年：MBC《戰爭與愛情》
- 2007年：MBC《太王四神記》飾演 淵氏夫人
- 2008年：MBC《可可島的秘密》飾演 金部長
- 2010年：KBS《巨商金萬德》飾演 妙香
- 2011年：KBS《榮光的在仁》飾演 林真玉
- 2011年：KBS《重案組》飾演 任靜恩
- 2011年：KBS《波塞冬》飾演 高靜英
- 2011年：MBC《你為我著迷》飾演 洪美蘭
- 2012年：MBC《擁抱太陽的月亮》飾演 大妃 韓氏
- 2012年：Channel A《不朽的名作》飾演 崔真美
- 2012年：MBC《想你》飾演 鄭惠美
- 2013年：SBS《張玉貞，為愛而生》飾演 明聖王后
- 2013年：Mnet《Monstar》飾演 崔卿
- 2014年：KBS《陽光滿溢》飾演 閔賢娥
- 2014年：KBS《Drama Special－漆黑》飾演 權柔靜
- 2015年：tvN《豪苟的愛》飾演 朴秀清代表
- 2015年：KBS《橘皮馬末蘭果醬》飾演 元尚久
- 2015年：SBS《魔女之城》飾演 徐蜜萊
- 2016年：MBC《獄中花》飾演 紅梅
- 2017年：MBC《君主－假面的主人》飾演 王妃
- 2018年：KBS《Suits》飾演 金智娜的媽媽
- 2018年：MBC《檢法男女》飾演 朴院長
- 2019年：JTBC《巧克力》飾演尹惠美
- 2020年：JTBC《夫妻的世界》飾演 嚴孝靜
- 2022年：Netflix《再婚上流》飾演 高愛然
- 2023年：KBS1《咣噹啷啷家族》飾演 高春英
- 2024年：SBS《财阀X刑警》飾演 崔炫姝（特別出演）

### 電影
- 1992年：《The General's Son 3》
- 1992年：《The Marriage Life》
- 1996年：《The Gingko Bed》
- 1998年：《新裝開店》
- 1999年：《A Growing Business》
- 2002年：《Break Out》（客串）
- 2002年：《H》
- 2011年：《陽光姊妹淘》飾演 福熙
- 2013年：《繫緊你的安全帶》饰演 孩子母亲
- 2013年：《同窗生》
- 2015年：《對不起 我愛你 謝謝你》
- 2020年：《Oh！文姬》飾演 潘琴朴
- 2020年：《鄰居》飾演 英子

## 獲獎
- 2017年：2017 MBC演技大獎－迷你劇部門 女子黃金演技獎